# Estación de Fuencarral (Metro de Madrid)
Fuencarral es una estación de la línea 10 del Metro de Madrid situada en el barrio de Valverde, en el madrileño distrito de Fuencarral-El Pardo.

## Historia
La estación fue inaugurada el 10 de junio de 1982, junto con el primer tramo de la antigua Linea 8 pasando a formar parte de la línea 10 el 22 de enero de 1998. Fue cabecera de línea desde su inauguración hasta abril de 2007, cuando se amplió la línea 10 hasta la estación de Tres Olivos actual cabecera de línea.
Del 9 al 18 de agosto de 2024, el tramo Fuencarral-Chamartín cerró por las obras de accesibilidad en la estación de Begoña. Existió un servicio sustitutivo de autobús con parada en las estaciones afectadas, sin coste para los usuarios de Metro.

## Accesos
Vestíbulo Fuencarral
- Barrio Santa Ana C/ Molins de Rey, 4

## Líneas y conexiones

### Metro
| << cabecera                                          | < estación  | línea | estación > | cabecera >>    |
| ---------------------------------------------------- | ----------- | ----- | ---------- | -------------- |
| Hospital Infanta Sofía Cambio de tren en Tres Olivos | Tres Olivos |       | Begoña     | Puerta del Sur |

### Autobuses
| Diurnos |                  |                                    |
| Línea   | Destino          | Parada                             |
| 66      | Cuatro Caminos   | 2689 BRAILLE-MOLINS DE REY (N.º 9) |
| 137     | Puerta de Hierro | 2689 BRAILLE-MOLINS DE REY (N.º 9) |